# 魏梦喜
魏梦喜（1994年2月6日—），中国女子帆船运动员，2010年亚洲运动会女子420级铜牌得主、2018年亚洲帆船锦标赛女子470级银牌得主、2018年亚洲运动会女子470级银牌得主。